# Янг Спрінтерс (хокейний клуб)
ХК Янг Спрінтерс (нім. Young-Sprinters Hockey Club) — хокейний клуб з міста Невшатель, Швейцарія. Заснований у 1932 році. До 2008 мав назву ХК «Невшатель Янг Спрінтерс».  Виступав у чемпіонаті Швейцарії Національна ліга В. Домашні ігри команда проводить на «Жанес Рів» (7,500). Офіційні кольори клубу помаранчевий та чорний.

## Історія
Команда дебютувала у швейцарському чемпіонаті (Національна ліга B) в сезоні 1932/33 років. В сезоні 1945/46 команда з Невшателя дебютує в Національній лізі А в якій виступають до сезону 1964/65 (успішними для команди були сезони 1952/53, 1953/54, 1957/58 — срібні нагороди, 1954/55, 1960/61 — бронзові нагороди).
Повернення до вищого дивізіону в сезоні 1966/67, закінчилось для команди провалом, останнє місце.
З сезону 1967/68 ХК Янг Спрінтерс постійно виступає в Національній лізі B.
В лютому 1986 року команда отримує нову арену «Жанес Рів», розраховану на 7.500 глядачів.
У 2009 році клуб знявся з НЛВ через заборгованість.

## Відомі гравці
- Ален Бергер
- Роман Йозі
- Трістан Шервай